# Anteflucht (Adelsgeschlecht)

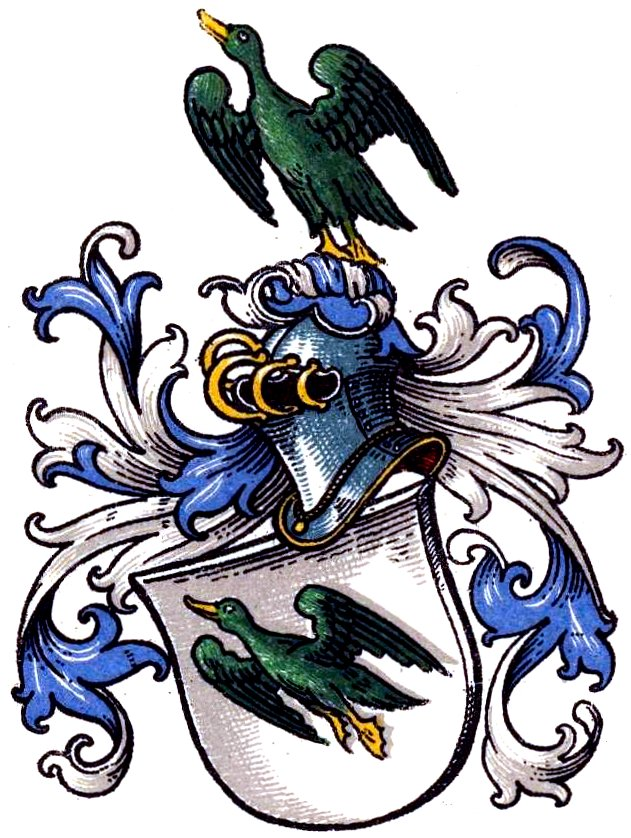
Stammwappen derer von Anteflucht

Die Herren von Anteflucht (schwedisch Andeflycht) waren ein ursprünglich schwedisches, später in Westfalen ansässiges Adelsgeschlecht.

## Geschichte
Das Geschlecht nimmt im 16. Jahrhundert seinen Ursprung in Pyttis in Finnland und wurde mit Erik Olofsson zuerst genannt, mit dem auch die Stammreihe beginnt. Seine Witwe wurde mit Voistis in Hollola donierte. Eine finnische Linie bestand bis ins 18. Jahrhundert. Am 20. Juni 1644 erging ein schwedisches Adelsdiplom und noch im gleichen Jahr wurde die Familie bei der Adelsklasse der schwedischen Ritterschaft (Nr. 312) introduziert.
Der aus Schweden stammende Carl Gregorsohn gen. von Anteflucht erwarb, nachdem dieser sich im Deutschen Reich verheiratet hatte, 1655 das Rittergut Ebbinghausen in Ebbinghausen bei Horn, heute ein Stadtteil von Erwitte im Kreis Soest. Zu dem Rittergut gehörte auch ein Freistuhlgericht.
1672 erscheinen die drei Brüder Johann Caroll, Axel und Georg Wilhelm von Anteflucht zu Ebbinghausen, als sie eine Schuldverschreibung über 500 Reichstaler für Cordt Sperlebaum zu Horn ausstellten, worin sie dem Kreditgeber für Kapital und Zinsen ihre Bauernstetten im Dorf Ebbinghausen, so viel wie dafür vonnöten, zur Spezialhypothek setzten.
Das Geschlecht erlosch gegen 1690.

## Wappen
Blasonierung: In Silber eine grüne, nach rechts auffliegende Ente mit goldenem Schnabel und Füßen, die sich auf dem blau-silbern bewulsteten Helm wachsend wiederholt. Die Helmdecken in blau-silber.
Gemäß Spießens nachträglicher Korrektur ist die Ente naturfarben grau, nicht grün.